# Grand Prix Austrálie 1998
Grand Prix Austrálie 1998 (LXIII Qantas Australian Grand Prix) se konala 8. března 1998 na okruhu v Melbourne.
- 58 kol x 5,303 km = 307,574 km
- 615. Grand Prix
- 2. vítězství Miki Häkkinena
- 108. vítězství pro McLaren

Stupně vítězů
| Spojené království | Finsko        | Německo               |
| ------------------ | ------------- | --------------------- |
|                    | Mika Häkkinen |                       |
| David Coulthard    | 1             | Heinz-Harald Frentzen |
| 2                  |               | 3                     |
|                    |               |                       |

## Výsledky
| Pozice | Jezdec                | Vůz            | Čas         |
| ------ | --------------------- | -------------- | ----------- |
| 1      | Mika Häkkinen         | McLaren MP4/13 | 1:31'45.996 |
| 2      | David Coulthard       | McLaren MP4/13 | á 0:00:702  |
| 3      | Heinz-Harald Frentzen | Williams FW20  | á 1 kolo    |
| 4      | Eddie Irvine          | Ferrari F300   | á 1 kolo    |
| 5      | Jacques Villeneuve    | Williams FW20  | á 1 kolo    |
| 6      | Johnny Herbert        | Sauber C17     | á 1 kolo    |
| 7      | Alexander Wurz        | Benetton B198  | á 1 kolo    |
| 8      | Damon Hill            | Jordan 198     | á 1 kolo    |
| 9      | Olivier Panis         | Prost AP01     | á 1 kolo    |
| Kolo   | Odstoupili            | -              | -           |
| 43     | Giancarlo Fisichella  | Benetton B198  | Brzdy       |
| 41     | Jean Alesi            | Sauber C17     | Motor       |
| 26     | Jarno Trulli          | Prost AP01     | Převodovka  |
| 25     | Ricardo Rosset        | Tyrrell 026    | Převodovka  |
| 23     | Mika Salo             | Arrows A19     | Převodovka  |
| 22     | Esteban Tuero         | Minardi M198   | Motor       |
| 8      | Šindži Nakano         | Minardi M198   | Motor       |
| 5      | Michael Schumacher    | Ferrari F300   | Motor       |
| 2      | Pedro Diniz           | Arrows A19     | Převodovka  |
| 1      | Ralf Schumacher       | Jordan 198     | Kolize      |
| 1      | Jan Magnussen         | Stewart SF2    | Kolize      |
| 1      | Toranosuke Takagi     | Tyrrell 026    | Mimo trať   |
| 0      | Rubens Barrichello    | Stewart SF2    | Převodovka  |

### Nejrychlejší kolo
- Mika Häkkinen McLaren 1'31.649

### Vedení v závodě
- 1-23 kolo Mika Häkkinen
- 24 kolo David Coulthard
- 25-35 kolo Mika Häkkinen
- 36-55 kolo David Coulthard
- 56-58 kolo Mika Häkkinen

### Postavení na startu
| 1. řada  | 1                                      | 2                                       |
|          | Mika Häkkinen McLaren 1'30.010         | David Coulthard McLaren 1'30.053        |
| 2. řada  | 3                                      | 4                                       |
|          | Michael Schumacher Ferrari 1'30.767    | Jacques Villeneuve Williams 1'30.919    |
| 3. řada  | 5                                      | 6                                       |
|          | Johnny Herbert Sauber 1'31.384         | Heinz-Harald Frentzen Williams 1'31.397 |
| 4. řada  | 7                                      | 8                                       |
|          | Giancarlo Fisichella Benetton 1'31.733 | Eddie Irvine Ferrari 1'31.767           |
| 5. řada  | 9                                      | 10                                      |
|          | Ralf Schumacher Jordan 1'32.392        | Damon Hill Jordan 1'32.399              |
| 6. řada  | 11                                     | 12                                      |
|          | Alexander Wurz Benetton 1'32.726       | Jean Alesi Sauber 1'33.240              |
| 7. řada  | 13                                     | 14                                      |
|          | Toranosuke Takagi Tyrrell 1'33.291     | Rubens Barrichello Sauber 1'33.383      |
| 8. řada  | 15                                     | 16                                      |
|          | Jarno Trulli Prost 1'33.739            | Mika Salo Sauber 1'33.927               |
| 9. řada  | 17                                     | 18                                      |
|          | Esteban Tuero Minardi 1'34.646         | Jan Magnussen Stewart 1'34.906          |
| 10. řada | 19                                     | 20                                      |
|          | Ricardo Rosset Tyrrell 1'35.119        | Pedro Diniz Arrows 1'35.140             |
| 11. řada | 21                                     | 22                                      |
|          | Olivier Panis Prost 1'35.215           | Šindži Nakano Minardi 1'35.301          |
| -------- | -------------------------------------- | --------------------------------------- |

### Zajímavosti
- Poprvé se ve Formuli 1 představili Esteban Tuero, Toranosuke Takagi
- Poprvé jsme viděli i novou techniku motory Arrows, Mecachrome a Playlife.
- Stáje představily nové modely Arrows A19, Benetton B198, Ferrari F300, Jordan 198, McLaren MP4/13, Minardi M198, Prost AP01, Sauber C17, Stewart SF2, Tyrrell 026, Williams FW20
- Pro vůz se startovním číslem 8 znamenala GP Austrálie 25. nejrychlejší kolo.
- Motor Mercedes získal 10 Pole position
- Pneumatiky Bridgestone zaznamenaly 1. vítězství
- Pneumatiky Bridgestone zaznamenaly 1. Pole position
- Pneumatiky Bridgestone zaznamenaly 1. nejrychlejší kolo
- Mika Häkkinen startoval v 100 GP

| Pole position  | Vítězství      | Nejrychlejší kolo |
| Finsko         | Finsko         | Finsko            |
| Mika Häkkinen  | Mika Häkkinen  | Mika Häkkinen     |
| McLaren MP4/13 | McLaren MP4/13 | McLaren MP4/13    |
| 1'30.010       | 1:31'45.996    | 1'31.649          |
| 212.096 km/h   | 201.102 km/h   | 208.303 km/h      |
| -------------- | -------------- | ----------------- |

### Stav MS
- Zelená – vzestup
- Červená – pokles

| * | Jezdec                | Body |
| - | --------------------- | ---- |
| 1 | Mika Häkkinen         | 10   |
| 2 | David Coulthard       | 6    |
| 3 | Heinz-Harald Frentzen | 4    |
| 4 | Eddie Irvine          | 3    |
| 5 | Jacques Villeneuve    | 2    |
| 6 | Johnny Herbert        | 1    |

| * | Vozy     | Body |
| - | -------- | ---- |
| 1 | McLaren  | 16   |
| 2 | Williams | 6    |
| 3 | Ferrari  | 3    |
| 4 | Sauber   | 1    |

| * | Jezdec         | Body |
| - | -------------- | ---- |
| 1 | Finsko         | 10   |
| 2 | Velká Británie | 10   |
| 3 | Německo        | 4    |
| 4 | Kanada         | 2    |